# Arnarsaq
Arnarsaq (vers 1716 - fl. 1778), est une traductrice, interprète et missionnaire inuite, assistante des missionnaires danois Paul Egede, Hans Glahn et J. Sverdrup au Groenland. Elle est une des deux traducteurs de la Bible en langue inuite. Elle occupe une place importante dans les missions danoises auprès des inuits du Groenland au XVIIIe siècle. 

## Biographie
Arnarsaq approche Paul Egede en 1736 pour qu'il l'aide à trouver Dieu. Elle se convertit et se fait baptiser en 1737. Elle est autorisée à conserver son nom d'origine au lieu de recevoir un nom biblique. Elle est décrite comme un partenaire de débat d'Egede avec des convictions parfois à l'opposé de celle prônées par l'Église.  
Elle suit Egede au Danemark en 1740 et visite la cour royale danoise où elle est présentée avec un jeune garçon inuit comme une curiosité. En 1741, elle rentre comme missionnaire au Groenland, où elle s'oppose aux missionnaires de l'Église morave. En 1743, elle se retire chez elle dans la région de Disko. Elle n'est pas populaire parmi les inuits qu'elle souhaite convertir à la foi chrétienne. À partir de 1763, elle est à nouveau interprète et assistante de la mission danoise. Elle est influente parmi les missionnaires, car elle est le seul lien entre eux et les inuits, dont ils ne comprennent pas la langue. L'année de sa mort est inconnue, mais elle est toujours vivante en 1778. 
Arnarsaq est l'une des rares inuits et la seule femme inuite de son temps à être mentionnée dans l'histoire du Danemark. Elle ne s'est jamais mariée.  

## Traduction de la bible en Groenlandais
Pendant son séjour à Qasigiannguit, Egede entreprend de traduire la Bible en langue inuite. Il est assisté par Arnarsaq et Hans Punngujooq. Mais elle refuse de traduire l'Ancien Testament qui contient des histoires en désaccord profond avec ses convictions. Elle se concentre donc sur le Nouveau Testament. Dans sa traduction de la Bible, elle ne tolère pas la censure et présente la Bible telle qu'elle la perçoit : son interprétation du christianisme a certainement eu un impact important sur la version du christianisme pratiquée par les inuits.

## Dans la littérature
Arnarsaq est dépeinte dans le roman de Bernhard Severin Ingemann, Kunuk og Naja (1842), qui est basé sur les rapports des missionnaires : dans le roman, elle est décrite comme une vieille femme religieuse, considérée par les inuits comme une sorcière ("Ilisiitsoq" en inuit). 